# Fachinformationsdienst Buch-, Bibliotheks- und Informationswissenschaft
Der Fachinformationsdienst Buch-, Bibliotheks- und Informationswissenschaft (FID BBI) an Forschende der Buch-, Bibliotheks- und Informationswissenschaft gerichtetes Onlineprojekt. Ziel ist es, der wissenschaftliche Community einen Sucheinstieg zu Spezialliteratur in den relevanten Wissenschaftsgebieten zu bieten, der die Recherche in unterschiedlichen Quellen ermöglicht. Der FID BBI wird seit 2017 im Rahmen des Förderprogramms Fachinformationsdienste für die Wissenschaft von der Deutschen Forschungsgemeinschaft (DFG) gefördert. In seiner zweiten Förderphase wird er von der Herzog August Bibliothek in Wolfenbüttel (HAB), der Universitätsbibliothek Leipzig (UBL) und vom Institut für Bibliotheks- und Informationswissenschaft (IBI) der Humboldt-Universität zu Berlin betrieben.

## Geschichte
Die Fachinformationsdienste für die Wissenschaft (FID) sind die Nachfolger der früheren Sondersammelgebiete (SSG). Diese wurden ab 1949 von der Notgemeinschaft der Deutschen Wissenschaft, der Vorläuferorganisation der Deutschen Forschungsgemeinschaft (DFG), ins Leben gerufen, um eine verlässliche wissenschaftliche Informationsinfrastruktur in der Nachkriegszeit aufzubauen.
Der Nachweis der Literatur der Sondersammelgebiete, die meist an wissenschaftlichen Bibliotheken angesiedelt sind, erfolgte seit 2001 in Form der Virtuellen Fachbibliotheken. Die Virtuelle Fachbibliothek für das Sondersammelgebiet Buch-, Bibliotheks- und Informationswissenschaft und Vorgänger des FID BBI war das Wissenschaftsportal b2i.
Mit der Einführung des DFG-Programms „Fachinformationsdienste für die Wissenschaft“ im Jahr 2014 wurden die Sondersammelgebiete durch eine modernisierte und stärker auf die spezifischen Bedarfe der Fachcommunities ausgerichtete Infrastruktur abgelöst.

## Beschreibung
Im Fokus des FID stehen aktuelle Forschungsinteressen der Buch-, Bibliotheks- und Informationswissenschaft. Hinzu kommen interdisziplinäre Themen aus den Bereichen der Informatik, den Digital Humanities, den Historischen Grundwissenschaften, dem Archivwesen und den Restaurierungswissenschaften.
Über das Rechercheportal des FID BBI können verschiedene Datenquellen durchsucht werden, darunter Datenbanken wie die Datenbank Deutsches Bibliothekswesen (DABI) oder Suchmaschinen für frei zugängliche Internetressourcen (Open Access) wie die Bielefeld Academic Search Engine (BASE). Alle Datenquellen werden ausführlich auf dem Portal beschrieben.